# 若き挑戦者たち
『若き挑戦者たち』（わかきちょうせんしゃたち）は、1991年4月6日から1992年3月28日までテレビ東京系列局で放送されたテレビ愛知製作のスポーツドキュメンタリー番組。放送時間は毎週土曜 11:30 - 12:00 (JST) 。

## 概要
毎回スポーツ界で活躍する有望な選手たちにスポットライトを当てていた番組で、競技練習中の彼らの活動内容や素顔に密着取材していた。特に1992年は、アルベールビルオリンピックとバルセロナオリンピックが開催されたオリンピックイヤーだったことから、オリンピックの大舞台を目指す選手たちを中心に取り上げていた。放送第1回目で特集した選手は小川直也で、小川が1991年世界柔道選手権大会に向けて練習に励む様子を放送していた。
この番組の終了後、同枠では『ケイと東のスポーツすごい人!』という後継番組がスタートした。しかし、同番組はバルセロナオリンピックの終了とともに半年で打ち切られ、替わって『自然大好き!』という紀行番組が放送されるようになった。